# Погруддя Богдана Лепкого (Тернопіль)
Погруддя Богдана Лепкого в місті Тернополі — один з перших пам'ятників українському поету, прозаїку та історику літератури Богдану Лепкому в Україні.

## Відкриття
Пам'ятник українському письменнику, художнику, педагогу, історику Богдану Лепкому встановлено 30 вересня 2011 року на подвір'ї Тернопільської загальноосвітньої школи № 14, яка і носить його ім'я. Подія була приурочена до 70-річчя з дня смерті видатного діяча з Тернопільщини.
Погруддя Богдана Лепкого встановили на подвір'ї нашої школи насамперед з тією метою, щоб діти, які здобувають тут знання, росли справжніми патріотами своєї держави. Щоб вони мали на кого рівнятися. Можливо, серед них є і такі, котрі в майбутньому стануть гордістю України, — відмітив директор школи Олег Тернопільський.

## Відомості
Автором погруддя став тернопільський скульптор Леонід Яворський.
На постаменті викарбувано напис й уривок з вірша:
ЛЕПКИЙ

1872—1941 р.р.

Несіть

в душі свою

сердечну думу,

свою найкращу

мрію золоту.